# Ndioro Ndiaye
Pour les articles homonymes, voir Ndiaye.
Ndioro Ndiaye, née le 6 novembre 1946 à Bignona (Casamance), médecin de formation, est une femme politique sénégalaise, plusieurs fois ministre, qui fut également directrice générale adjointe de l'Organisation internationale pour les migrations (OIM).

## Biographie
Après des études de médecine à Dakar, Bordeaux et Paris, elle devient l'une des deux premières Africaines reçue à l'agrégation de médecine. Elle exerce ensuite les fonctions de chef du département d'odontologie et de stomatologie à l'université Cheikh Anta Diop.
Elle est nommée ministre du Développement social dans le gouvernement socialiste formé en 1988, sous le deuxième mandat du président Abdou Diouf. En tant que ministre de tutelle, elle est confrontée au conflit sénégalo-mauritanien qui éclate en 1989. Elle coordonne des opérations humanitaires et recherche des solutions pour les réfugiés, tant sénégalais que mauritaniens. Dans le gouvernement du 27 mars 1990, elle devient ministre déléguée auprès du président de la République, chargée de la Condition de la Femme et de l’Enfant. Dans les gouvernements formés par Habib Thiam en 1993, on lui confie le ministère de la Femme, de l’Enfant et de la Famille. Aminata Mbengue Ndiaye lui succède à ce poste en 1995, alors qu'elle-même, en tant que présidente de la Conférence régionale des femmes africaines, participe activement à la préparation de la quatrième conférence mondiale sur les femmes qui se tient à Pékin en septembre de la même année.
Directrice générale adjointe de l'Organisation internationale pour les migrations depuis 1999, elle est réélue en 2004 et conserve ce poste jusqu'en 2009.

## Œuvres
- 2021 : Mon combat pour le Sénégal, Harmattan Sénégal, 316 p., 24 cm[4].